# 帝国華撃団
帝国華撃団（ていこくかげきだん、帝国歌劇団）は、セガのコンピュータゲーム『サクラ大戦』とその関連作品「サクラ大戦シリーズ」に登場する組織の名称、またその声優陣からなるユニット名。略称は「帝撃」。
作中の設定としては、帝都東京を魔の力から守るために設けられた日本政府直属の秘密防衛組織である。飛行船や、霊子甲冑と呼ばれるロボットを装備した軍隊なみの秘密部隊。前身は「帝国陸軍対降魔部隊」。本部は、東京の銀座に位置する「大帝国劇場」で、その他、浅草花やしき・北海道などに支部を持つ。
作品の外では、1997年から2006年まで9年間、キャラクターに扮した声優が帝国歌劇団として歌謡ショウやその他の舞台イベントに出演した（サクラ大戦シリーズ#舞台・ライブ参照）。
オリジナル楽曲は、ゲーム・OVA・アニメの楽曲以外にも舞台書き下ろしの劇中歌、メンバーのソロ楽曲、デュエット楽曲など合わせて100曲を超える。

## 司令・副司令
大神 一郎（おおがみ いちろう）

シリーズ主要作品『サクラ大戦4 〜恋せよ乙女〜』までの主人公。
幾度にも渡り、魔物から帝都（『1』『2』『4』）・巴里（『3』）を救ってきた歴戦の隊長。日頃は劇場のモギリ役を務めているが、時には舞台の演出なども行う。『4』以降は帝国華撃団の総司令および大帝国劇場の支配人を務めている。また、軍人としての階級もシリーズを経ていく事で、帝国海軍少尉から中尉、大尉へと昇格した。
家族は自営農家を営む両親と、姉である大河双葉、弟2人の6人家族。また5つ下の甥（双葉の子）に大河新次郎がいる。
熱血漢で真面目な性格。帝国華撃団に入隊した初期の頃の霊力は低かったが、共すると反発し合う花組隊員の触媒の役割を果たしている。また、『4』までの通算6度（『活動写真』含む）にも及ぶ戦いを経ていった結果、帝国華撃団でも最も霊力の高いアイリスに匹敵するほど、霊力が上がることになっている（実際、他の帝国・巴里華撃団の花組は、誰も大久保長安の影に全く気付いていなかった）。
海軍士官学校を首席で卒業。賢人機関のメンバーである花小路伯爵の推薦により、20歳にして帝国華撃団・花組隊長に抜擢された。当初は、士官学校時代に比べて自分の想像と大きくかけ離れた華撃団の環境や、モギリを始めとする雑用をやらされる日々、どう見てもうだつの上がらない酔っ払い親父にしか見えない米田の態度に戸惑いと失望を抱いていたが、後に黒之巣会の出現によって華撃団の真の姿を知ってからは、改めて帝国華撃団・花組の隊長として奮闘の日々を送る事になり、花組の隊員たちからも絶大な信頼と好意を得ていく事になる。
二天一流の剣術に優れ、霊子甲冑でも二刀流を使いこなす。必殺技使用時には雷を剣に落とす。銃撃も得意で、士官学校では剣術と共にトップの成績だった。一部作品では、ゲームディスクの警告メッセージを担当している。
『4』での戦いを終えた後は、引退を決めた米田から神刀滅却（『2』において重傷を負った米田から神刀滅却を預けられており、さくらとの「二剣二刀の儀」の際にも使用した）と帝国華撃団総司令および大帝国劇場支配人の座を譲り受けた。
米田 一基（よねだ いっき）

大帝国劇場の元支配人。帝国華撃団創設者であり、元司令長官（『4』終了時点で引退 ）。帝国陸軍中将でもあり、日清戦争、日露戦争で活躍した英雄。帝撃メンバーを我が子のように慈しんでいる。部下からの信頼も厚い。普段は飲んだくれを装っているが、いざ戦闘となると、数々の武勲をうち立てた猛将ぶりを遺憾なく発揮し、帝都の平和のためには特攻も辞さない（実際、『1』の終盤で空中戦艦ミカサを自ら操縦し、聖魔城に特攻をかけた）。特技は浪曲。独身。
かつては陸軍対降魔部隊隊長で、あやめの他に真宮寺一馬、山崎真之介を部下に持っており、愛刀は二剣二刀の一つ「神刀滅却（しんとうめっきゃく）」。
『4』における長安との戦いの後、総司令および支配人の座と神刀滅却を大神に託し、前線を退く。以後の動向は一切不明。
藤枝 あやめ（ふじえだ あやめ）

米田の秘書にして、華撃団副司令を務めていた女性（『1』）。大帝国劇場の副支配人や花やしき支部の支部長も兼務していた。帝国陸軍中尉。大神を時に厳しく、時に優しくサポートしており、彼から憧憬の念を抱かれていた。
かつては16歳にして「陸軍対降魔部隊」の一員で（当時は特務少尉）、後に葵叉丹となる山崎真之介とは恋仲にあった。愛刀は二剣二刀の一つ「神剣白羽鳥（しんけんしらはどり）」。
合気道を得意とし、生け花は免許皆伝の腕前。語学にも堪能で、英語やロシア語、中国語、フランス語と多岐に渡っている。
『1』の終盤にて葵叉丹により魔神器を奪うための傀儡として操られてしまい、その末に大神の手で撃たれるが、対降魔部隊の頃に植えつけられていた「種」を発芽させられ、降魔・殺女（こうま・あやめ）と化し、大神たちの敵として立ちはだかる。
聖魔城での最終決戦にて、大神の手によりその身は滅びるが、実はその身体には、かつて父である神に反逆した末に悪魔王となったサタンと敵対していた天使長・ミカエルの魂が宿っており、それによって天使として覚醒。傷つき倒れた花組のメンバーたちを蘇生し、彼女たちにサタンへと変貌した葵叉丹を倒すよう導いた。
サタンが消滅を迎えた後、大神や花組のメンバーたちに別れを告げ、天へと昇っていった。
TVアニメ版
階級は少佐。ストーリーに殺女に変化する展開はなく最終話まで華撃団副司令として登場する。
PROJECT X ZONE
殺女として復活を果たし、敵キャラクターとして参戦。
藤枝 かえで（ふじえだ かえで）

あやめの妹。陸軍中尉。あやめの跡を継ぎ、帝都を守るために副司令官として着任する。それより以前は賢人機関の霊能エージェントであり、ドイツの秘密機関ブルーメンブラットより被験者であるレニを救出した人物。欧州星組の司令でもあった。あやめ同様、心のケアをしてくれる姉的存在。『2』以降は神剣白羽鳥の所有者となり、『2』終盤での「二剣二刀の儀」の際、大神に貸与している。姉を失ったことが元になっているのか、自己犠牲的な行動を否定している。護身術はかなりの腕前らしい。『君あるがため』以降の動向は一切不明。

## 花組
対降魔迎撃部隊。平時は大帝国劇場にて、「帝国歌劇団・花組」として舞台を中心に活躍する。『新サクラ大戦』では、10年前の降魔大戦を終結することになった二都作戦で、すみれ以外の隊員は降魔皇と共に幻都に封印された。
真宮寺 さくら（しんぐうじ さくら）

かつて陸軍対降魔部隊に所属していた真宮寺一馬の一人娘。魔を祓い封印させる破邪の力を持つ真宮寺一族の血（破邪の血）を受け継ぐ。剣術に優れ、北辰一刀流免許皆伝の腕前。特に居合いを得意とし、日々鍛錬を欠かさない。愛刀は、父の形見「霊剣荒鷹（れいけんあらたか）」。普段の服装はピンク色の和服に赤い袴、紫の帯。長い黒髪を大ぶりの赤いリボンでポニーテールに結っている。『2』では夏服としてピンクのサンドレスも着用する。快活で明るく素直な性格の持ち主で、正義感が強く努力家で礼儀正しい。その一方やや不器用でナイーブな一面も。舞台に立つことが大好きで、恋には純情かつ非常に嫉妬深い。年少時の出来事から雷が苦手。すみれの引退後は娘役トップとなり、日々練習を重ねている。
1928年春の『V』冒頭でも帝国華撃団本部に勤務しており、大河新次郎の案内役と華撃団の解説役を担当している。
『新』に登場する夜叉は彼女と非常に似ており、当初夜叉の正体と疑われていた。
アニメ版では主人公を務める。
セガサターン版『1』『2』（Disc1のみ）『蒸気ラジヲショウ』のCD-ROMやドリームキャストの『花組対戦コラムス2』『帝都の長い日々』のGD-ROMに録音されている警告メッセージは彼女の担当。SS版『2』のTVCMや『PROJECT X ZONE 2:BRAVE NEW WORLD』ではせがた三四郎と共演している。
神崎 すみれ（かんざき すみれ）

日本屈指の財閥を持つ神崎家の一人娘。父親は神崎重工社長、母親は銀幕スタア。神崎重工は祖父の神崎忠義が一代で築き上げた、第一次世界大戦の大戦景気で成功した企業である。そのため成金呼ばわりを非常に嫌う。長刀を得意とし、神崎風塵流免許皆伝の腕前。装飾品はヘアバンドとチョーカー。泣きぼくろがあるのが特徴。露出の高い衣装を好み、肩や胸元が広く開く着物やドレスなどを着用する。懐には折り畳み式長刀を常備している。傲慢でプライドが非常に高く、勝気でわがままな性格といった典型的なお嬢様気質だが、根は優しく努力家。しかし、影で努力している部分を人に見られることを極端に嫌う。また、本人としては稽古といった類のものは、あまり好きではないのだが、失敗はスタァにはもっと似合わないという見栄から来るのも理由の一つである。幼少時のとある出来事により蜘蛛が苦手。甘酒で泥酔するほど酒に弱く、酔っ払うと呂律が回らなくなる。料理は一応できるが味は独創的。自信家で独りよがりな性格から仲間と衝突することも少なくなく、特にカンナとは犬猿の仲である。しかし、実際には喧嘩するほど仲がいい関係。自他共に認める「帝劇のトップスタア」だったが、霊力減少が原因で『4』のエンディングにおいて引退。引退後は神崎家に戻り、神崎重工の取締役に就いた。引退後も歌謡ショウや『君あるがため』では、仲間の危機を救うため一時的に復帰している。
『新』では10年前の降魔大戦でも一時的に復帰して二都作戦に参加したが作戦中に霊力切れを起こし、その結果彼女は華撃団の中で唯一幻都への封印を逃れ、ただ一人現世に残ることになった。その後は、総司令として華撃団再建に奔走する。
マリア・タチバナ

ロシア人外交官の父と日本人の母を持つハーフ。大神が着任するまでは花組隊長であり、現在は副隊長を務めている。大神不在時は隊長代理。過去のトラウマなどから当初は心を閉ざし周囲と距離を置いていたが、現在では仲間のことを最優先に考える頼もしい存在。常に冷静沈着で、物事を客観的に判断する能力に長けている。髪型はプラチナブロンドの髪を左目を隠すような形にしたボブカット。瞳は緑色。衣服は黒いスーツやコートなどシックな装い。射撃の名手であり、懐に愛銃「エンフィールドNo.1MkIスター・改」を常備している。料理が得意で、趣味は読書。男役のトップでもあり、高村椿も彼女のファンである。
イリス・シャトーブリアン

通称「アイリス」。フランスの大富豪シャトーブリアン伯爵家出身。霊力が著しく高く、瞬間移動、念動力、テレパシー、ヒーリングなどの能力を持ち、物理攻撃も可能。19世紀的な子女の装い。金髪にピンクの大きなリボンをつけている。テディベアの「ジャンポール」とはいつも一緒。純粋で天真爛漫な性格の一方、子供扱いを極端に嫌うおませな一面も。成長と共に力を制御できるようになったが、時々暴走する。『2』以降はレニと親しくなり、一緒にいることが多い。
アニメ版ではゲーム本編とは違い、人見知りが激しく引っ込み思案な性格をしている。このことから、初対面のさくらのことを「あんたなんか嫌い」と一蹴していたが、次第に彼女との仲を深めていった。
漫画版での性格はゲーム本編に準じているが、第十七話で不意の暴走により自信を喪失した際に、一時的にアニメ版のような大人しい性格になっている。
李 紅蘭（り こうらん）

「発明はバクハツや！」を信念に持つ、帝劇きっての天才発明家。霊力自体は花組の中で一番低いが、様々な発明品を生み出している。発明が失敗し、爆発して黒コゲになることもある（稀に他の隊員も巻き込まれる）。花組の一員であると同時に、霊子甲冑の開発者、整備責任者でもある。陽気で気さくな気配りの利く性格。メガネ・そばかす・三つ編みが特徴。普段は赤いチャイナドレスを着用。『2』ではカンフースーツ風の冬服も着ている。発明や機械いじりが大好きで、作業着姿でいることも多い。舞台上ではお笑い担当。周囲を楽しませることが大好き。妙な関西弁で話すのが特徴だが、これは一時期神戸で暮らしたことが影響している。名前の由来は、広井王子の従姉の名前と戦前戦中に活躍した女優の李香蘭から。
桐島 カンナ（きりしま カンナ）

琉球空手桐島流第28代継承者。幼い頃から修行の日々を送っていた。豪快で明るい性格の姉御肌で、肉体的にも精神的にも男らしい一方、恥ずかしがり屋。何事にも挫けず、帝劇のムードメーカー的存在。ボーイッシュな服装で、額には白いハチマキを巻いている。蛇が苦手。父の仇を探しているところを、あやめにスカウトされ、花組に入隊。マリアとは同期で親友。すみれとは犬猿の仲で彼女を「サボテン女」や「ヘビ女」呼ばわりして喧嘩が絶えないが、実際には喧嘩するほど仲が良い関係でもあり、彼女が引退する際には大泣きして引き留めたほどである。舞台では主に男役を演じ、パワフルな演技で子供からの人気を博している。子供好きでアイリスと仲が良く、巴里華撃団のコクリコからも慕われている。食事が大の楽しみで、自ら沖縄料理を作ることもある。一級航海士免許を所持、翔鯨丸の操舵も行う。
アニメ版や漫画版でも性格は基本同じだが、ゲーム本編よりも肌が黒く髪が赤い。
ソレッタ・織姫（ソレッタ・おりひめ）

イタリアの「赤い貴族」とも呼ばれる名家の娘。イタリア人の母と日本人画家の父を持つハーフ。根っから陽気でマイペースな楽天家。直情的な性格と遠慮のない言動のため、不用意に敵を作ることもある。演奏・舞踏・歌唱共に優れた女優であり、イタリア演劇界では「太陽の娘」と呼ばれ高い評価を得ている。戦闘時などには「地中海の赤い風」を自称する。過去に実験的に組織された欧州星組の元隊員で、レニとはその同期であり、紐育華撃団のラチェットや昴とも面識がある。小麦色の肌に漆黒の髪、赤いドレスを着用。帝国華撃団配属直後は、とある理由から日本人の男性を毛嫌いしていた。『4』終了後はイタリアに帰国していたが、『君あるがため』では帝劇花組公演に出演するため日本に戻っていた。
レニ・ミルヒシュトラーセ

一人称は「ボク」で、男装（意図的な男装ではなく衣服は女性物を着用）している。自身が言及しなかったこともあり、帝国華撃団配属後しばらく大神を始めとする花組の面々からは少年と思われていた。欧州星組の元隊員で織姫とは同期。紐育華撃団のラチェットや昴とも面識がある。無口でマリア以上に冷静沈着。とある事情により、人間離れした頭脳・戦闘力を持つが、反面全てに対して心を閉ざしていた。帝撃での日々を通じて人間味が出るようになり、特にアイリスと親しくなる。天才的なバレエの踊り手で、舞台では男役（主に少年役）を務める。護身術も心得ており、背後から近付いてきた大神を投げ飛ばしたこともある。劇場で飼われている犬（『2』では任意に名前を選択、『4』などではフント）に懐かれている。『帝撃グラフ』のDisc2の警告メッセージを担当している。

## 風組
輸送空挺部隊。平時はかすみと由里が大帝国劇場の事務室、椿が同ロビーの売店で働く。通称「帝劇三人娘」。『4』終了時に3人とも他の支部へ転属することになったが、『君あるがため』で帝撃へ戻って来ている。セガサターン版『2』のDisc3の警告メッセージを3人で担当している。
藤井 かすみ（ふじい かすみ）
声 / 演 - 岡村明美
22歳（1）→26歳（4）。1900年4月14日生まれ、身長*体重は165*51、A型、茨城出身。
帝劇三人娘のリーダー的存在。平時は大帝国劇場の事務局スタッフ。劇場の運営に関わる雑用全般すべてをこなす。聞き上手で、落ち着いた性格。
榊原 由里（さかきばら ゆり）
声 / 演 - 増田ゆき
20歳（1）→24歳（4）。1902年5月20日生まれ、身長*体重は157*47、O型、静岡出身。
平時は大帝国劇場の事務局スタッフ。明るく活発的でミーハーな性格。観光名所や流行に詳しい。好奇心旺盛かつ噂好きで、劇場内の噂の発信源。紅蘭とは帝撃入隊の同期で仲が良い。常に赤い帽子を被っている。
高村 椿（たかむら つばき）
声 / 演 - 氷上恭子
15歳（1）→19歳（4）。1907年12月25日生まれ、身長*体重は150*42、B型、浅草出身。
三人娘の最年少で、平時は大帝国劇場の売店の売り子。顔にそばかすがある。いつも元気で明るく、誰とでも仲良くなれる性格。実家は浅草でせんべい屋を営んでいる、ちゃきちゃきの江戸っ子。マリアの熱烈なファン。

## 月組
隠密行動部隊。平時は黒子として演劇活動に参加している。TV版では銃撃などによる実戦も行っていた。『V』までは世界中各地に月組のメンバーが散らばって様々な情報収集や諜報活動を行っており、世界中に存在する華撃団のバックアップを行っていた。10年後の『新』では帝国華撃団の支援に徹している。
加山 雄一（かやま ゆういち）

『V』までの月組の隊長。大神とは海軍士官学校の同期生で親友。『サクラ大戦V 〜さらば愛しき人よ〜』では大河新次郎のお目付け役。ギターかウクレレを片手に華麗に現れる自称「謎の貿易商」。かなり陽気な性格で、口癖は「〜だなぁ、…だけど」。常に格言を置いて去ってゆく。名前の由来は加山雄三。
帝都・巴里では、大神への助言や司令・副司令の指示のもと、サポート役に徹している。士官学生の成績は次席で、特に体術や剣術において相当優秀である。一方紐育では外交官として、輸入雑貨店「ROMANDO」を隠れ蓑に諜報活動を行っており、隊長見習いになりたての新次郎を導く。新次郎扮する「プチミント」の熱狂的大ファン。『V』以降の動向は不明であり、『新』では一切言及されていない。
ゲーム本編での登場は『2』からだが、アニメ版や漫画版では『1』の時系列から登場。アニメ版では陽気な性格はあまり見られず、真面目な性格が強調されている。
大神の姉で新次郎の母親である大河双葉に対して苦手意識を持っている様子を見せる。
セガサターン版『2』Disc2や『帝撃グラフ』Disc1の警告メッセージは彼が担当している。
『歌謡ショウ』に登場したことはない。

宍戸 光星（ししど こうせい）
『サクラ大戦奏組』で初登場した月組の副隊長。
詳細は該当記事を参照のこと。

## 薔薇組
魔神器防衛部隊。構成員は3人ともエリートかつオカマ。陸軍から爪弾きにされていた所を、米田に拾われて結成した。以来、大帝国劇場地下倉庫に住み着く。『4』の終了と共に解散し陸軍に戻ったが、『君あるがため』で再結成している。また、薔薇組は帝国華撃団の正式部隊ではなく、彼らが勝手に名乗っているだけである。隊員の名前の由来は、尾上菊五郎の役者文様や『犬神家の一族』のトリックとして知られる「斧琴菊（よきこときく）」から。
清流院 琴音（せいりゅういん ことね）
声 / 演 - 矢尾一樹
29歳（2）→31歳（4）。1895年12月4日生まれ。身長*体重は175*58。A型、千葉出身。
薔薇組隊長。陸軍大尉。女言葉を使い、日頃から「美」のみを意識しているナルシスト。『2』では大神達の戦況を冷静に分析、黒鬼会との魔神器争奪戦の時にはサーベルによる白兵戦を展開した。
サクラ大戦奏組には清流院 笙という琴音と同じ名字のキャラクターが登場するが、関連性は不明。
太田 斧彦（おおた よきひこ）
声/ 演 - 郷里大輔
36歳（2）→38歳（4）。1888年8月8日生まれ。身長*体重は199*142。O型、長野出身。
いかつい身体に野太い声の持ち主。女言葉で大神に話しかけてくる。キス魔。魔神器争奪戦では体格と力を活かした格闘戦を披露した。
丘 菊之丞（おか きくのじょう）
声 / 演 - 松野太紀
19歳（2）→21歳（4）。1906年2月14日生まれ。身長*体重は153*44。AB型、群馬出身。
男性であるが小柄で華奢な体格をしており、女性士官の制服（スカート）を着ている（男性士官の制服が自身の体格と合わなかったのも理由の一つ）。下手な女性より遥かに女性らしい外見と気弱で控えめの性格も手伝って、よく女と間違えられている。ゲーム上では大神に対して細い声で話しかける。魔神器争奪戦では非力ながらも奮戦していた。

## 奏組
楽器から霊力を込めて放つ霊音（れのん）および武器を用いて降魔の起こす魔障事件（ましょうじけん）に対処する魔障隠滅部隊。花組が出撃するには及ばない小さな降魔や降魔の卵「魔精卵」が引き起こす魔障事件の鎮圧を担当する。平時は大帝国劇場のオーケストラ隊として活動している。

## その他
犬
『2』の第4話で大神とさくらが拾った白い子犬。大帝国劇場で飼われることになる。『2』では花組メンバーの提案から任意に名前を選択、『4』以降ではレニの提案した「フント」が名前になっている。名付け親であるレニに良く懐いており、レニも最初はあまり構おうとしなかったが、次第に可愛がるようになった。
フントは独語でそのまま「犬」という意味であるため、すみれからは「犬に犬と名付けるだなんて…」と言われている。
『2』から約1年の経過した『活動写真』や『4』では、大きく成長した姿を見せており、中庭のベンチで座っているレニとの交流を見せている。
外伝作である『花組対戦コラムス2』のレニのストーリーではこの子犬の捜索と名前の決定を巡って進行し、本編で不在だったマリアと加山も新たに名前を提案している。なお、このストーリーでレニは最初は「フント」の名前を強調して他のメンバーの名前の提案を否定していたが、最終的に考えを改めて「皆が好きな名前で呼んでいい」と言った。
夢組
女性霊能者数十名による霊的支援部隊。ゲーム本編には未登場。TV版に初登場し、総員で結界の展開を行っている。劇場版に1カットだけ登場した他、漫画版にも数人のキャラクターが登姿を見せている。
御子柴 まつり（みこしば まつり）
声 / 演 - なし
ブラウザーゲーム『百花繚乱夢物語』に登場する主人公のパートナー。「○○なのです」が口癖。
藤咲 かぐや（ふじさき かぐや）
声 / 演 - なし
ブラウザーゲーム『百花繚乱夢物語』に登場するキャラクター。小柄で大人しめな印象を与える。実は身元不明で、アイリスに匹敵する霊力を買われ主人公たちから名前をもらうことで夢組に参加する。
ホリー・クライトン
声 / 演 - なし
ブラウザーゲーム『百花繚乱夢物語』に登場するキャラクター。倫敦出身のエクソシスト。長いサイドテール、金髪碧眼のポジティブな性格。「○○ね！」が口癖。
雪組
通常の戦闘ができない場所での戦闘を行うべく配置された局地戦闘部隊。メディアには登場していない。
乙女組
未来の花組隊員を育てるべく米田一基が設立した帝国華撃団員養成学校乙女学園。生徒は大勢いる（ミュージカル・花咲く乙女）。『2』以降はメディアに登場していない。
野々村 つぼみ（ののむら つぼみ）
声 / 演 - 野村佑香
『2』のみ登場。椿がとある任務で大帝国劇場を離れた時、代わりに売店の売り子を務めていた。椿が戻った後は食堂のウェイトレスに異動。元気いっぱいでおっちょこちょいだが、成績は優秀。
野々村 春香（ののむら はるか）
演 - 千葉紗子
ミュージカル「花咲く乙女」の主人公。乙女組一期生で、乙女組のまとめ役的存在。野々村つぼみの姉。
メカニック
ゲーム作品中ではほとんど触れられないが、歌謡ショウの設定の逆輸入として、各種作品に出演している。歌謡ショウでは前座を務めることが多い。
中嶋（なかじま）親方
声 / 演 - 中嶋聡彦
普段は帝劇の大道具係の親方。華撃団では整備士である。
広井（ひろい）
声 / 演 - 広井王子
中嶋親方の一番弟子。